# Chemin optique
Pour les articles homonymes, voir Chemin (homonymie).
 (janvier 2010).
Si vous disposez d'ouvrages ou d'articles de référence ou si vous connaissez des sites web de qualité traitant du thème abordé ici, merci de compléter l'article en donnant les références utiles à sa vérifiabilité et en les liant à la section « Notes et références ».

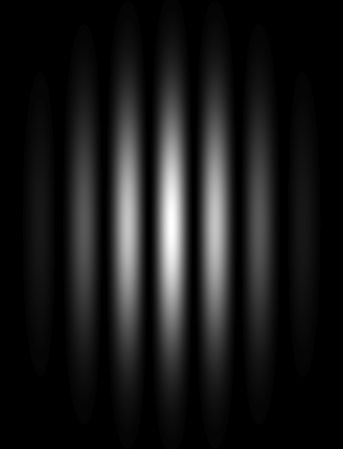
Simulation informatique de la figure d'interférence d'une double fente. Élaboration propre.

Le chemin optique est un outil de l'optique géométrique et ondulatoire.
Dans un milieu homogène, le chemin optique entre deux points A et B est défini comme la distance AB parcourue par un rayon lumineux multipliée par l’indice de réfraction que le rayon a rencontré lors de son trajet.
Cette grandeur a la dimension d'une distance, et plus précisément c'est la distance qu'aurait parcourue la lumière dans le vide pendant la durée qu'elle met à effectuer le trajet dans le milieu donné.
En effet :
{\displaystyle {\mathcal {L}}_{AB}=n\,AB={\frac {\mathrm {c} }{v}}\,AB=\mathrm {c} t,}
où
- {\displaystyle {\mathcal {L}}_{AB}} est le chemin optique entre les points A et B ;
- n est l'indice de réfraction du milieu homogène ;
- c est la vitesse de la lumière dans le vide ;
- v est la vitesse de la lumière dans le milieu joignant les points A et B ;
- t est le temps du trajet de la lumière entre A et B à la vitesse v.

Le principe de Fermat énonce que les trajets empruntés par la lumière pour aller d'un point à un autre ont un chemin optique «stationnaire» au sens du calcul des variations. Le plus souvent, ceci correspond au fait que la lumière va d'un point à un autre par le trajet le plus rapide. Les exceptions correspondent par exemple au chemin de la lumière d'un point à un autre via une réflexion sur un miroir concave.

## Chemin optique et indice de réfraction
Dans les milieux autres que le vide, les propriétés diélectriques des matériaux introduisent une modification de la vitesse apparente de la lumière. L'indice optique n caractérise cette variation apparente par rapport à sa vitesse dans le vide :
Dans le cas d'un milieu homogène, pour lequel n est le même en tout point, le chemin optique pour aller d'un point A vers un point B en ligne droite, noté {\displaystyle {\mathcal {L}}_{AB}}, est simplement donné par la distance géométrique entre le point A et le point B multipliée par l'indice de réfraction n. On a ainsi :
Exemple — Un rayon lumineux parcourt 5 cm dans une couche d'eau. Parallèlement, un autre rayon lumineux (identique au précédent) traverse 5 cm d'air. L'eau a pour indice de réfraction n = 1,33 et l'air un indice sensiblement égal à celui du vide n = 1. Dans l'eau, le chemin optique du rayon lumineux vaudra L = 1,33 × 5 = 6,65 cm. Dans l'air, il vaudra L = 1 × 5 = 5 cm. Le chemin optique sera plus long dans l'eau que dans l'air. 
Cela peut être vérifié avec un laser et des miroirs (un dans l'eau et un dans l'air) par un système d'interférences. La différence de phase entre le rayon ayant traversé de l'eau et celui ayant traversé de l'air sera fonction de la longueur d'eau traversée et du rapport des indices eau/air.

## Cas général: chemin courbe et milieu inhomogène
Soit une courbe C quelconque, dans un milieu inhomogène (n peut varier en différents points de l'espace). On cherche le chemin optique de la lumière parcourant cette courbe C. Pour cela, on considère deux points eux aussi quelconques appartenant à la courbe C, infiniment voisins et distants d'une distance ds.
Localement, le chemin optique est celui du cas simple : un rayon lumineux en ligne droite. On peut ainsi écrire :
{\displaystyle \mathrm {d} {\mathcal {L}}=n(s)\,\mathrm {d} s,}
où n(s) est l'indice de réfraction du milieu en un point s de la courbe. 
Pour trouver le chemin optique séparant deux points A et B sur cette courbe quelconque, il suffit de faire la somme intégrale de tous les éléments dL sur les coordonnées curvilignes s délimitées par les points A et B : 
{\displaystyle {\mathcal {L}}_{AB}=\int _{A}^{B}n(s)\,\mathrm {d} s.}

## Équation iconale
L'équation iconale (ou eikonale) peut s'obtenir à partir du chemin optique. En notant r0 le vecteur position du point A et r celui du point B, situé sur une autre surface d'onde :
{\displaystyle {\mathcal {L}}({\vec {r}})=\int _{{\vec {r}}_{0}}^{\vec {r}}n(s)\,\mathrm {d} s.}
Cette notation amène la différentielle suivante :
{\displaystyle \mathrm {d} {\mathcal {L}}(s)={\vec {\nabla }}{\mathcal {L}}(s)\,\mathrm {d} {\vec {r}}=n(s)\,\mathrm {d} s.}
On peut l'écrire aussi avec le vecteur unitaire u définissant la direction de propagation de l'onde lumineuse
{\displaystyle n(s)\,\mathrm {d} s=n(s)(\mathrm {d} {\vec {r}}\cdot {\vec {u}})=n(s){\vec {u}}\cdot \mathrm {d} {\vec {r}},}
ce qui donne l'équation iconale de l'optique géométrique :
{\displaystyle n{\vec {u}}={\vec {\nabla }}{\mathcal {L}}.}

## Loi fondamentale de l'optique géométrique
La loi fondamentale de l'optique géométrique est la suivante :
{\displaystyle {\frac {\mathrm {d} (n{\vec {u}})}{\mathrm {d} s}}={\vec {\nabla }}n.}
Cette loi exprimée de manière très générale peut se rapporter à une surface séparant deux milieux d'indices de réfraction différents. Soit N le vecteur normal à la surface. Le vecteur {\displaystyle {\vec {\nabla }}n} est porté par N.
{\displaystyle \Delta (n{\vec {u}})={\vec {N}}\int _{-{\frac {\varepsilon }{2}}}^{\frac {\varepsilon }{2}}||{\vec {\nabla }}(n)||\,\mathrm {d} s.}
Et en posant I la valeur de l'intégrale :
{\displaystyle n_{2}{\vec {u}}_{2}-n_{1}{\vec {u}}_{1}=I{\vec {N}},}
ce qui permet de déduire les lois de Snell-Descartes.

### Analogie entre l'optique et la mécanique
En mécanique, on écrit 
{\displaystyle {\frac {\mathrm {d} {\vec {p}}}{\mathrm {d} t}}={\vec {F}},}
soit
{\displaystyle {\frac {\mathrm {d} (p{\vec {u}})}{\mathrm {d} s}}={\frac {\vec {F}}{||{\vec {v}}||}}.}
En remarquant l'analogie avec l'équation
{\displaystyle {\frac {\mathrm {d} (n{\vec {u}})}{\mathrm {d} s}}={\vec {\nabla }}n,}
on peut écrire que dans les conditions particulières suivantes (en physique des particules, on utilise la valeur c comme unité de vitesse) :
- pour une masse unité m = 1 ;
- pour une vitesse unité ||v|| = ||u|| = 1,

que F dérive d'un potentiel qui n'est fonction que de l'indice de réfraction :
{\displaystyle {\vec {F}}=-{\vec {\nabla }}\!\left(-{\frac {n^{2}}{2}}\right)\!.}
On peut pousser l'analogie en rappelant que l'optique géométrique est l'approximation des faibles longueurs d'onde de l'optique ondulatoire.
L'idée générale de cette analogie (pressentie dans les années 1830 par Hamilton, puis reformulée par Louis de Broglie en 1923) est d'associer quantité de mouvement p de la particule et le vecteur d'onde k de l'onde. Le microscope électronique en est une implémentation concrète.